# 514 Armida
Armida (asteroide 514) é um asteroide da cintura principal com um diâmetro de 106,17 quilómetros, a 2,90469884 UA. Possui uma excentricidade de 0,0464135 e um período orbital de 1 941,79 dias (5,32 anos).
Armida tem uma velocidade orbital média de 17,0656265 km/s e uma inclinação de 3,88502847º.
Esse asteroide foi descoberto em 24 de Agosto de 1903 por Max Wolf.